# اشتاین هوده
اشتاین هوده (به آلمانی: Steinhude) یک منطقهٔ مسکونی در آلمان است که در وونستورف واقع شده‌است. اشتاین هوده ۴٬۸۹۵ نفر جمعیت دارد.